# ماتياس كاهايس
ماتياس كاهايس (بالإسبانية: Matías Cahais)‏ هو لاعب كرة قدم أرجنتيني في مركز الدفاع ولد في يوم 24 ديسمبر 1987 في بوينس آيرس. يلعب حالياً مع نادي أوهيجينس وسبق له اللعب مع أندية بوكا جونيورز ونادي غرونينغن وراسينغ كلوب وخميناسيا خوخوي وأونيفرسيداد كاتوليكا وإنديبندينتي ميديلين وتيبورونيس روخوس دي فيراكروز وأوليمبو وسانت مارتن دي توكامان وسيريانسكا.

## روابط خارجية
- ماتياس كاهايس على موقع الاتحاد الدولي (مؤرشف)  (الإنجليزية)
- ماتياس كاهايس على موقع قاعدة بيانات كرة القدم.إي يو (الإنجليزية)
- ماتياس كاهايس على موقع Soccerway.com (الإنجليزية)
- ماتياس كاهايس على موقع AS.com (الإسبانية)